# Кинберг (Верхняя Бавария)
Кинберг (нем. Kienberg) — община в Германии, в земле Бавария.
Подчиняется административному округу Верхняя Бавария. Входит в состав района Траунштайн. Подчиняется управлению Обинг. Население составляет 1394 человека (на 31 декабря 2010 года). Занимает площадь 22,83 км².